# Journal of Morphology
Das Journal of Morphology , abgekürzt J. Morphol., ist eine wissenschaftliche Fachzeitschrift, die vom Wiley-Blackwell-Verlag veröffentlicht wird. Die Zeitschrift wurde 1887 gegründet und erscheint monatlich. Es werden Arbeiten aus verschiedenen Bereichen der Morphologie veröffentlicht.
Der Impact Factor lag im Jahr 2014 bei 1,735. Nach der Statistik des ISI Web of Knowledge wird das Journal mit diesem Impact Factor in der Kategorie Anatomie und Morphologie an achter Stelle von 20 Zeitschriften geführt.